# 大橋寛展
大橋 寛展（おおはし ひろのぶ、1973年3月30日 - ）は、福井県出身の俳優。エレメンツ所属。

## 人物
身長172cm。体重63kg。血液型AB型。
特技は歌、スキー、水泳、殺陣。

## 出演作品

### テレビドラマ

#### NHK
- 大河ドラマ
  - 徳川慶喜（1998年） - を組の若衆、鳶の若衆
  - 武蔵 MUSASHI（2003年）
  - 新選組!（2004年） - 佐々木の配下
  - 天地人（2009年）
  - 平清盛（2012年）
- NHK夜の連続ドラマ / 真夜中は別の顔（2002年）
- 坂の上の雲（2011年）

#### 日本テレビ
- 土曜グランド劇場→土曜ドラマ
  - FiVE（1997年）
  - 受験の神様（2007年）
- 木曜ゴールデンドラマ / 刑事たちの夏（1999年）
- 火曜サスペンス劇場
  - 弁護士・朝日岳之助 第14作「再審」（1999年）
  - 逆転有罪（2000年）
  - 浅見光彦スペシャル 貴賓室の怪人（2002年）
  - 警視庁鑑識課＜第9班＞ ミッドナイトブルー（2006年）
- 火曜ドラマゴールド / ミス・マープルシリーズ 第2作「大女優殺人事件」（2007年）

#### TBS
- 月曜ドラマスペシャル→月曜ミステリー劇場→月曜ゴールデン
  - 万引きGメン・二階堂雪 第4作「変身願望」（1999年）
  - 弁護士迫まり子の遺言作成ファイル 第4作「再会」（2002年）
  - カードGメン・小早川茜
    - 第6作「特命」（2003年）
    - 第7作「愚か者の涙」（2004年） - カード調査員

  - 陰の季節（上川隆也版） 第6作「刑事」（2003年） - 鑑識
  - 浅見光彦シリーズ（辰巳琢郎版）第21作「平家伝説殺人事件」（2005年）
  - 警部・柘植京介（2010年） - 柘植美和子を射殺した男
- 東芝日曜劇場 / サラリーマン金太郎（2000年）
- 金曜ドラマ / 真夏のメリークリスマス（2000年）
- ビッグウイング（2001年）

#### フジテレビ
- 木曜の怪談 / MMR未確認飛行物体（1996年）
- 金曜エンタテインメント
  - 橋の雨（1996年）
  - 天童よしみの歌姫探偵 温泉カラオケ殺人事件（2002年）
- 緋の稜線（1998年）
- お見合い結婚（2000年）
- 木曜劇場 / 合い言葉は勇気（2000年）

#### テレビ朝日
- 土曜ワイド劇場
  - 車椅子の弁護士・水島威
    - 第3作「美人コンパニオン殺人事件」（1997年）
    - 第7作「婚約者に殺された女?」（1999年）
    - 第8作「死体の口からダイヤモンドが!」（2001年）
    - 第9作「私は水島の娘です!」（2002年）
    - 第10作「死体と寝た女検事!」（2004年）

  - 法医学教室の事件ファイル
    - 第14作「夫が二人? DNA鑑定殺人事件の謎!」（2001年）
    - 第18作「真犯人は法医学者?」（2003年）
    - 第24作「バレリーナは、二度殺される!?」（2007年）
    - 第26作「豪華クルーザー殺人パーティー!」（2008年）
    - 第28作「整形美女は二度殺される!?」（2009年）

  - お祭り弁護士・澤田吾朗 第3作「青森ねぶた祭〜徳島阿波おどり 日本縦断二大祭 1600kmを結ぶ連続殺人!」（2002年）
  - 警視庁特捜刑事の妻 第2作「殺人逃亡者の妻」（2004年） - 村田健二を殴りつけた男
  - 森村誠一の棟居刑事 第2作「棟居刑事の純白の証明」（2007年） - 野崎重明
  - 広域警察 第1作「〜遷都1300年 奈良、飛鳥、平城京をめぐる連続殺人事件!」（2010年）
  - おとり捜査官・北見志穂 第14作「獄中女に間違われた女刑事!」（2010年） - 強盗と格闘する客
- 仮面ライダークウガ（2000年） - メ・ビラン・ギ人間体[3]
  - 仮面ライダークウガ 新春スペシャル（2001年） - ポレポレの客[4]
- 金曜ナイトドラマ
  - 特命係長 只野仁
    - （2003年）
    - （2004年）
    - （2005年）
    - （2007年）

  - ああ探偵事務所（2004年）
- はぐれ刑事純情派（2003年）
- 相棒（2006年） - 強盗
- 警視庁捜査一課9係（2007年）

#### テレビ東京
- 木曜洋画劇場 / 新春ミステリー「開幕ベルは華やかに」（2002年）
- 女と愛とミステリー→水曜ミステリー9
  - 文書鑑定人白鳥あやめの事件ファイル（2002年） - ヤクザ風の男
  - ヤメ検弁護士・英剛直（2002年） - 作業員
  - 轟法律事務所 見えない絆（2004年）
  - 監察医・篠宮葉月 死体は語る 第8作「窒息死にみせかけた巧妙なトリック・45年前の愛と友情の結末」（2007年）
  - 指紋捜査官・塚原宇平の神業 第3作「嘘つきな指紋」（2008年）

#### NHK教育テレビジョン
- ドラマ愛の詩 / ズッコケ三人組VS双子探偵〜光の世界へ翔べ〜（2001年）

#### NHK BS2
- BS日曜ドラマ / 海峡（1997年）

#### BSフジ
- 天国の樹（2006年）

### 映画
- 劇場版 金田一少年の事件簿 上海魚人伝説（1997年、東宝） - 上海公安
- 不夜城 SLEEPLESS TOWN（1998年、東映）
- 座頭市（2003年、松竹） - 銀蔵一家のチンピラ
- 修羅のみち6 血染めの海峡（2003年、ナック）
- ゴジラ FINAL WARS（2004年、東宝） - 火龍乗組員
- 真夜中の弥次さん喜多さん（2005年、アスミック・エース）
- 戦国自衛隊1549（2005年、角川映画) - 張り番

### Vシネマ
- 本気!6 烈火篇（1996年、徳間ジャパンコミュニケーションズ）
- 仁義35 野望の代償（2003年、徳間ジャパンコミュニケーションズ）
- ORDER

### その他
- 真・雀鬼10 雀鬼vs黒の雀鬼!悪夢の麻雀勝負（2002年、竹書房） - 擬斗